# Östergötlands runinskrifter 98
Runinskrift Ög 98 är en runsten som står på Hermannekulle i Strålsnäs, Åsbo, Boxholms kommun, Östergötland.
Runstenen är rest 1945. Uppmålad 1988 och 1998.

## Inskriften
Translitterering av runraden:
§A ... ris... · stin · þansi · iftiʀ · -uruk · sin · [f]aþ-... ... 
§B iri...-i
Normalisering till runsvenska:
§A ... ræis[a] stæin þannsi æftiʀ [K]rok(?), sinn fað[ur] ... 
§B ...
Översättning till nusvenska:
(N. N. lät) resa denna sten efter Krok, sin fader (och efter) Arinvi, (sin moder).